# St. Magnus (Kniebis)

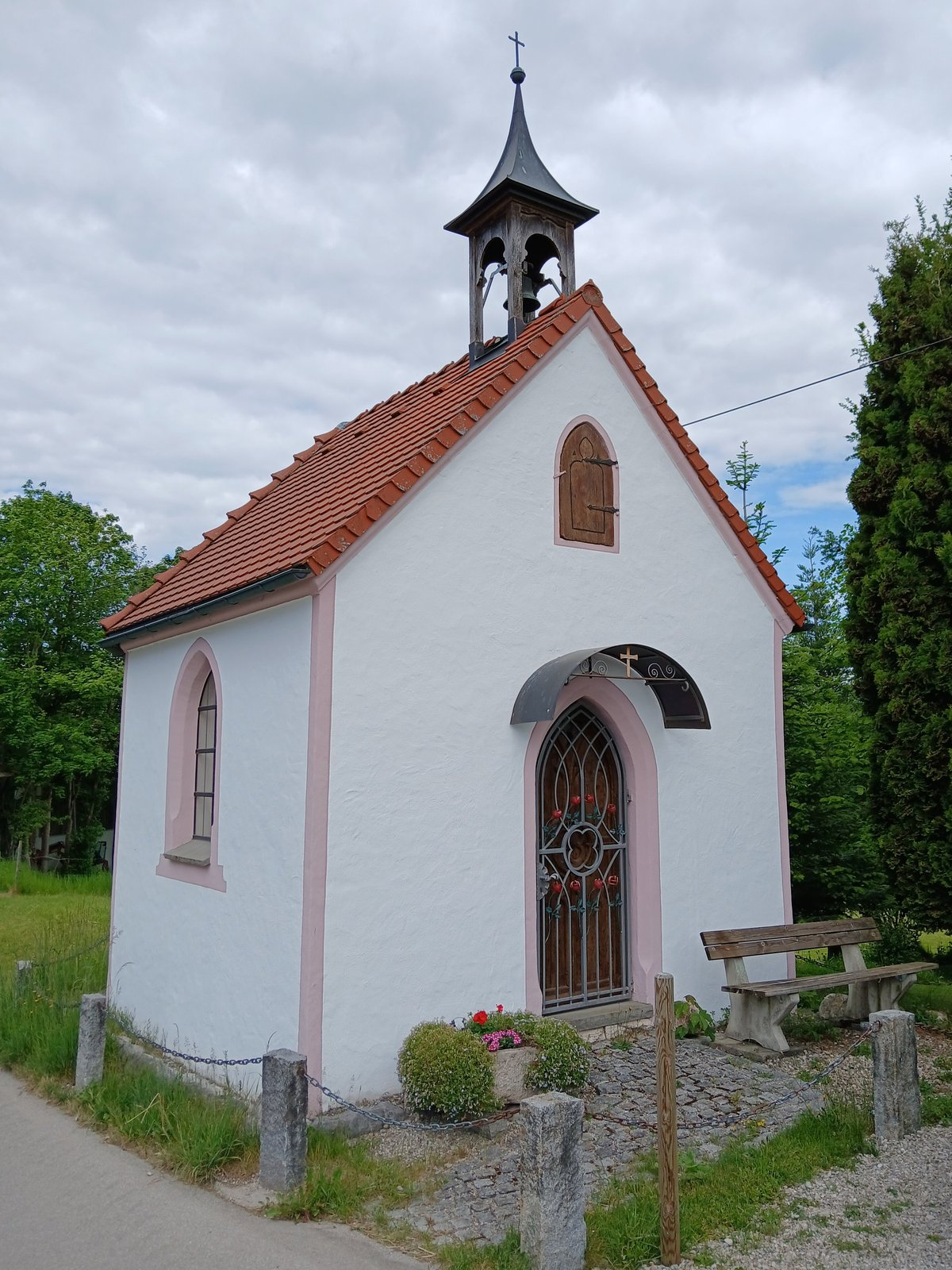
St. Magnus in Kniebis

St. Magnus ist eine römisch-katholische Kapelle im Weiler Kniebis in der bayerisch-schwäbischen Gemeinde Halblech.

## Lage
Die Kapelle steht in der Ortsmitte von Kniebis, etwa 100 Meter östlich der Kreisstraße OAL 1, die am Ortsrand von Kniebis vorbei in einem steilen Straßenstück nach Nordwesten hinunter zum Weiler Thal führt. Die Adresse der Kapelle ist Kniebis 5 a.

## Geschichte
Die heutige Kapelle wurde 1888 errichtet. Zuvor stand dort eine hölzerne Kapelle, die 1822 geweiht wurde. Die Kapelle ist heute im Besitz der Gemeinde Halblech und gehört zur Pfarrei St. Michael in Bayerniederhofen, die Teil der Pfarreiengemeinschaft am Forggensee im Dekanat Marktoberdorf des Bistums Augsburg ist. Jährlich wird am Gedenktag des hl. Magnus eine Messe in der Kapelle gelesen, zudem finden eine Maiandacht und ein Oktoberrosenkranz statt.

## Architektur
Der Bau ist dreiseitig geschlossen. Fenster, Dachluke und Eingangstür haben Spitzbogenform. Auf dem Satteldach sitzt ein Dachreiter mit Glocke und einer pyramidenförmigen Abdeckung aus Kupferblech. Vor der Eingangstür ist ein schmiedeeisernes Gitter mit Rosen und Blättern, darüber ein kupfernes Rundbogenvordach.

## Ausstattung
Der Altaraufsatz hat gedrehte korinthischen Säulen und Rankwerk (Ende 17. Jh.). Das Altarblatt zeigt den hl. Magnus (Ende 18. Jh.). An den Altarseiten stehen eine Figur des Auferstandenen (19. Jh.) und eine Marienfigur (19./20. Jh.).
Die Flachdecke ist mit einem Stuckbild verziert, das Attribute des hl. Magnus zeigt: Abtstab, Abthut und Drache (erste Hälfte 20. Jh.). An den Seitenwänden sind Kreuzwegbilder (Ende 19. Jh.), eine Figur des hl. Antonius von Padua und eine Herzjesufigur (erste Hälfte 20. Jh.). Eine weitere, moderne Marienfigur stammt aus einer Serienproduktion (Ende 20. Jh.). Im Gestühl vorne steht ein Vortragekreuz (Anfang 19. Jh.).